# Soukromé město
Soukromé město (polsky miasto prywatne) je pojem odkazující v polských dějinách na středověká města, která byla ve vlastnictví soukromé osoby nebo rodiny. 

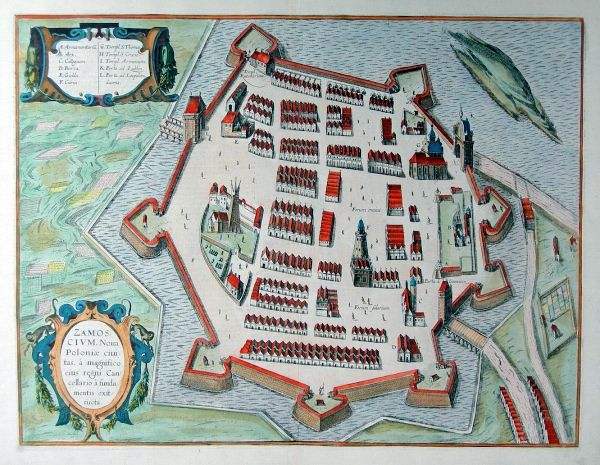
Zámostí (Zamość) v 17. století

Fenomén soukromých měst vlastněných magnáty, biskupy, rytíři, knížaty atp. ve středověkém Polsku.  
Mezi nejznámější někdejší města vlastněná magnátskými rody patří Bělostok, Zámostí, Řešov, Puławy, Tarnów, Siedlce, Bílé Podlesko, Ivano-Frankivsk (polsky: Stanisławów), Ternopil (polsky: Tarnopol) a Umaň (polsky: Humań).  
V těchto městech se často nacházejí významné stavby majitelů, hrady, zámky a paláce. Jako příklady lze uvést palác Branických v Bělostoku, palác Czartoryských v Puławách, palác Zámojských v Zámostí, hrad Lubomirských v Řešově, palác Radziwiłłů v Bílém Podlesku, palác Oginských v Siedlcích, palác Potockých v Podleském Meziřící, Tulčíně a Vysoké, palác Wiśniowieckých ve Vyšnivci, hrad ve Zbaraži ad. 
Mezi nejznámější soukromým biskupským městům patřily Lodž, Kielce, Łowicz, Pabianice a Skierniewice. 

## Seznam soukromých měst

### Soukromá magnátská města

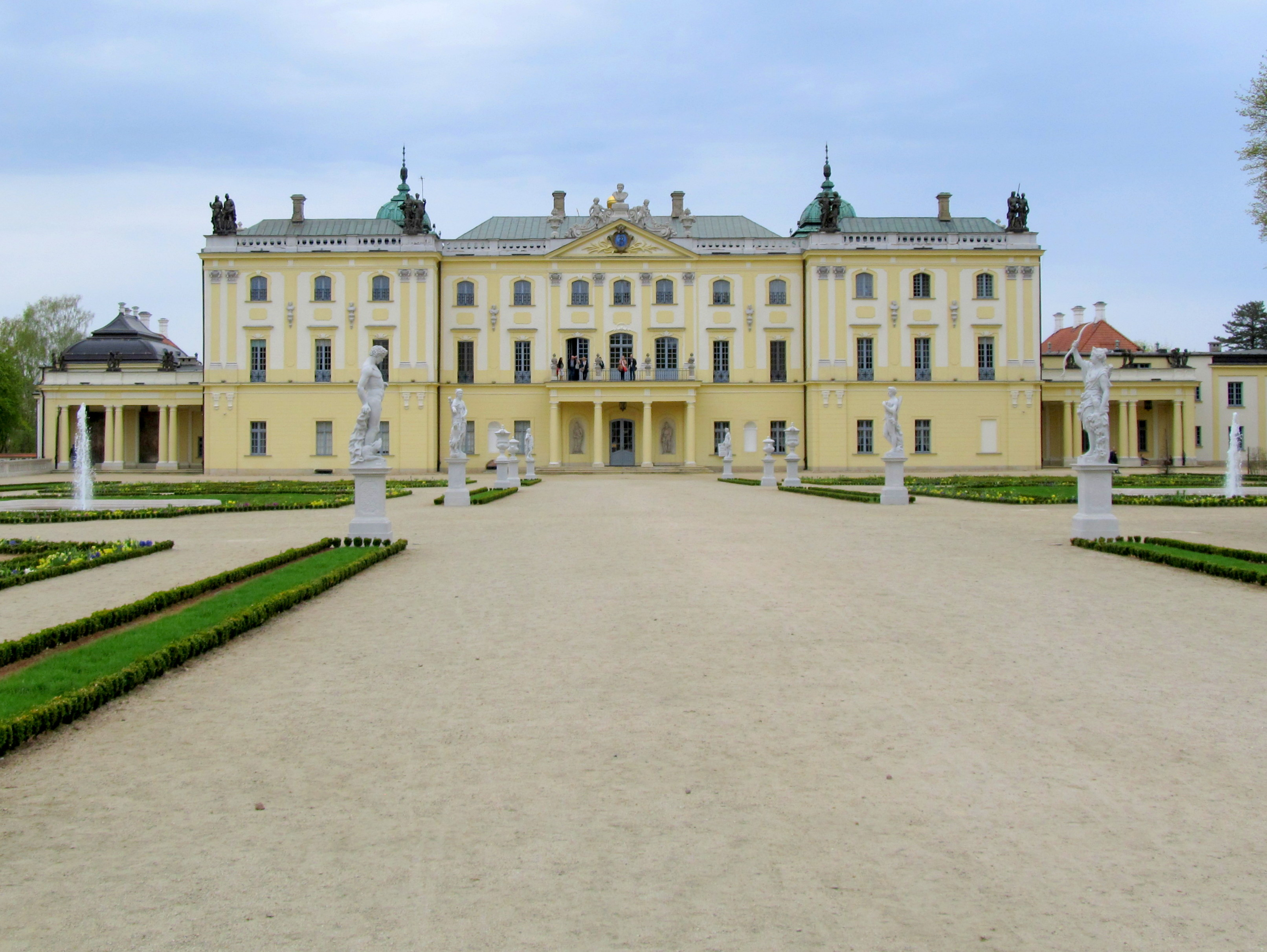
Palác Branických, Bělostok
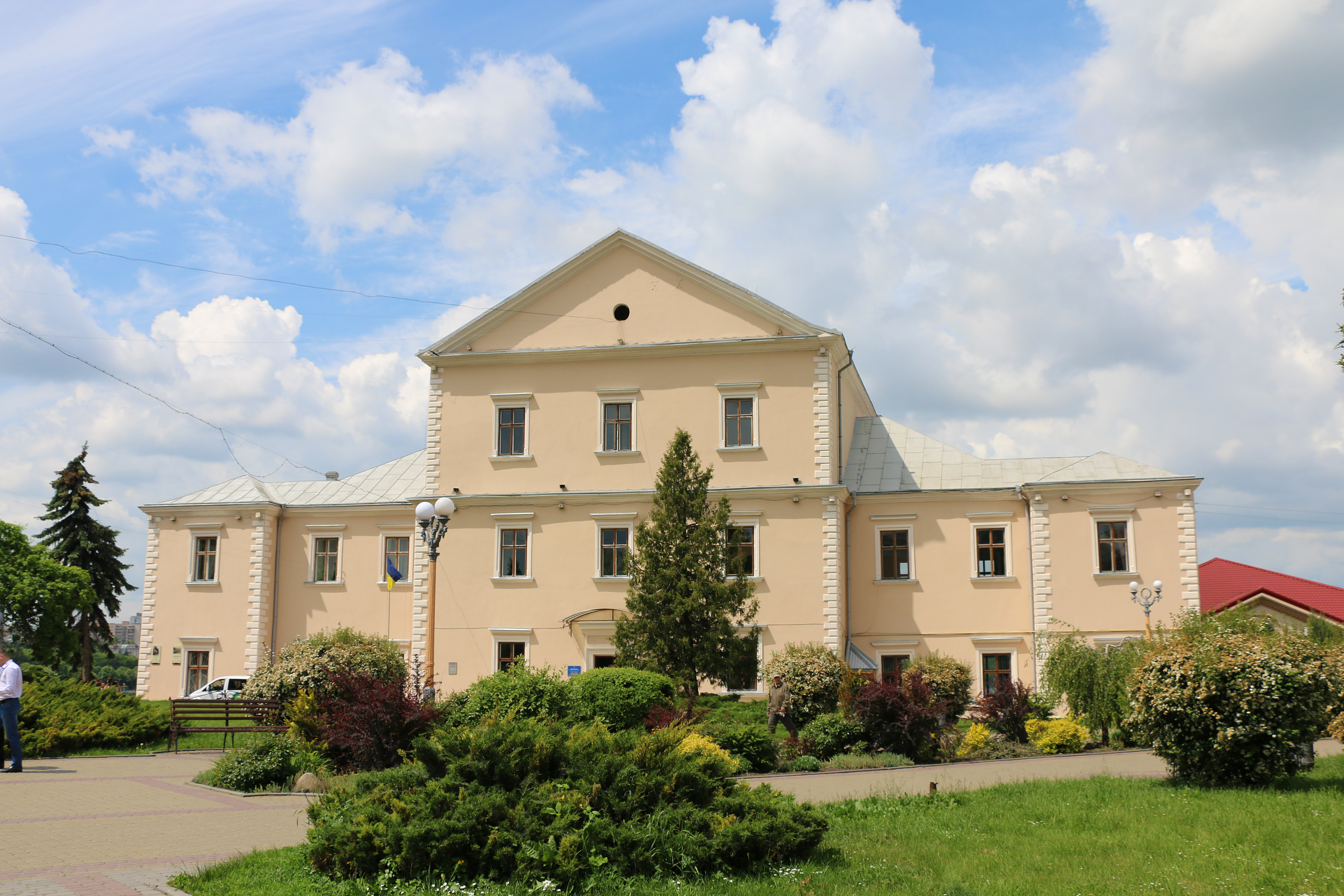
Hrad Tarnowských, Ternopil
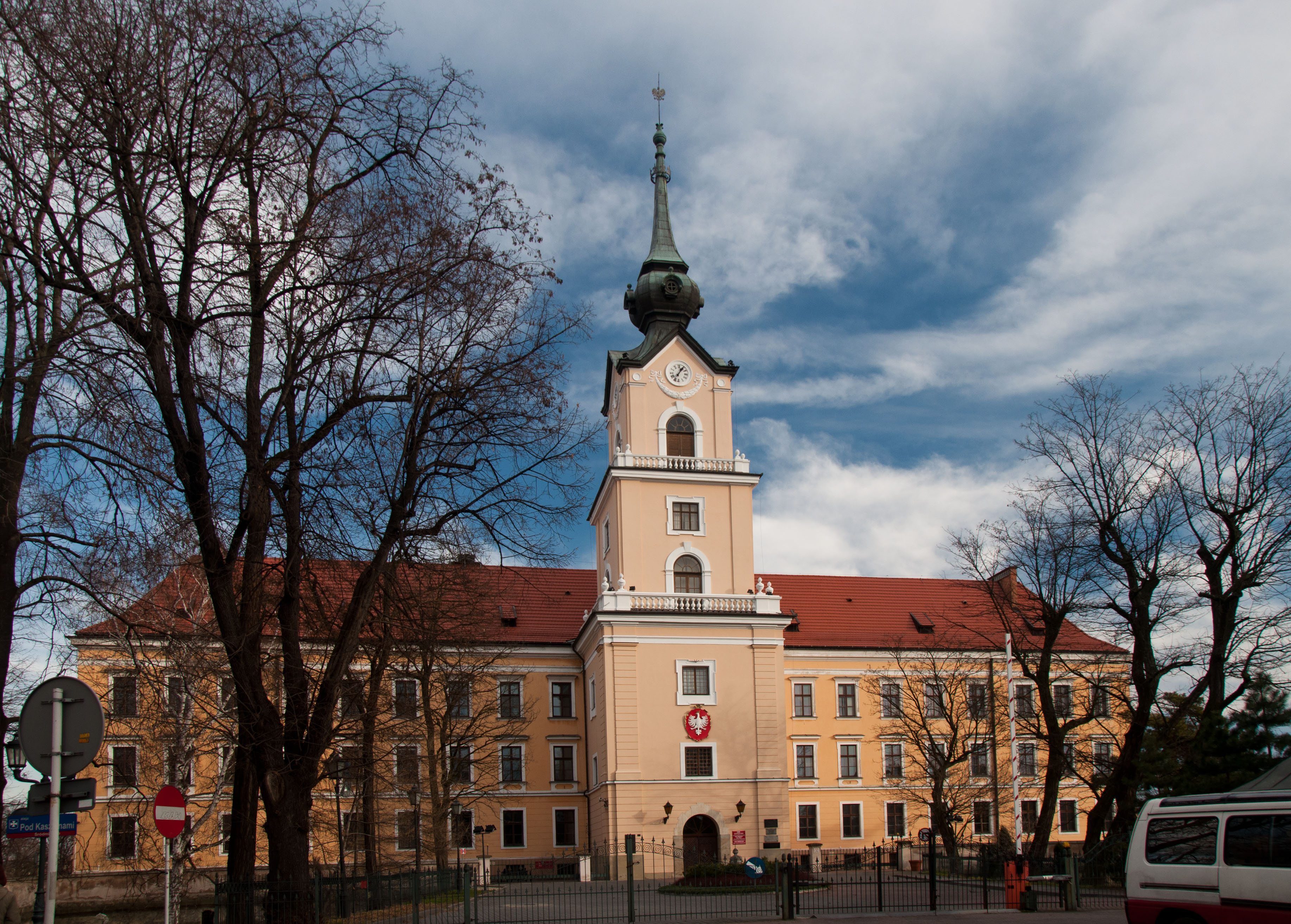
Hrad Lubomirských, Řešov
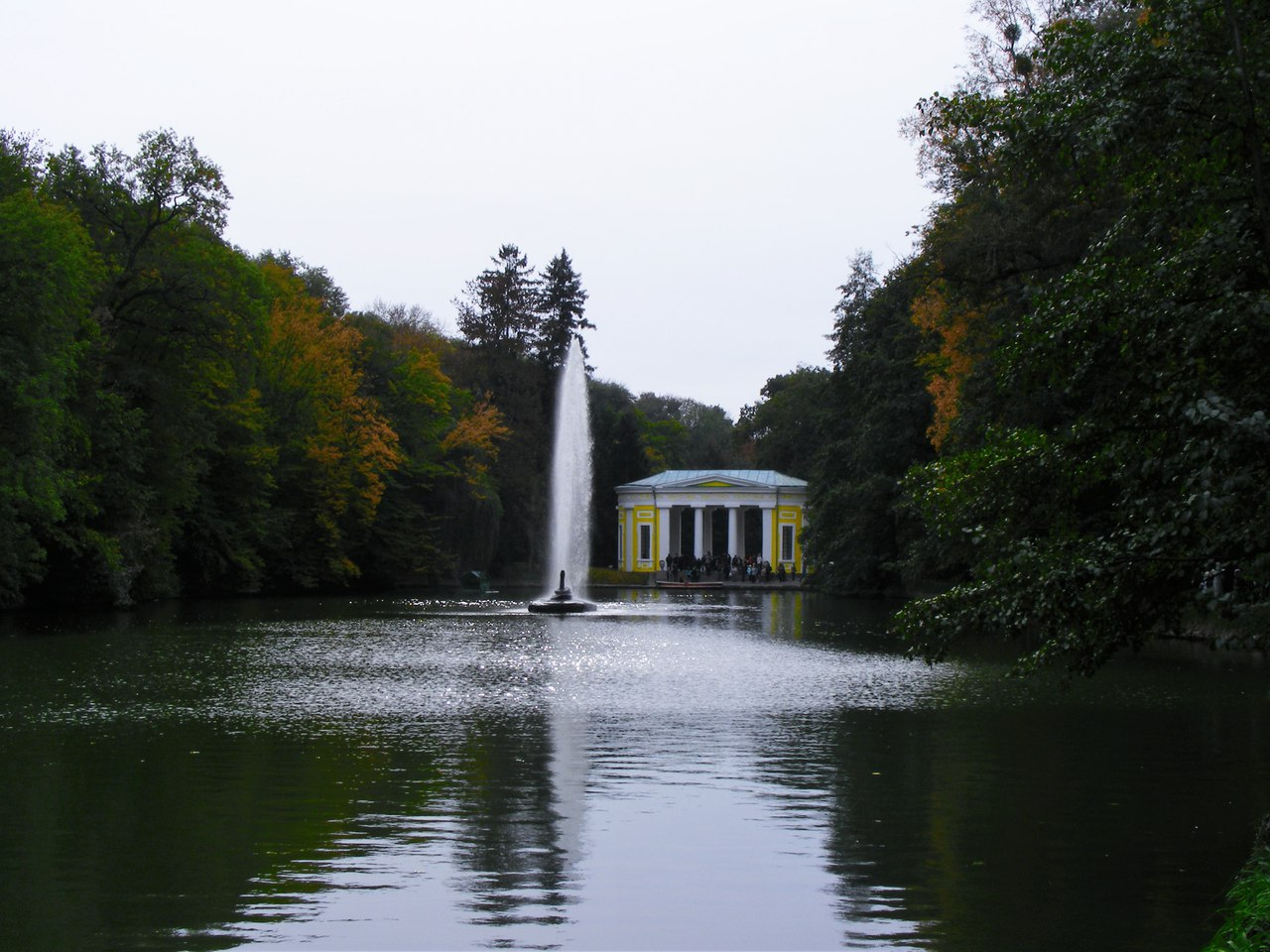
Sofijivský park, Umaň

Někdejší soukromá magnátská města v Polsku podle počtu obyvatel v roce 2015:  
|     | Město                         | Počet obyvatel (2015) | Soukromý majitel               | Stát (2016) | Administrativní jednotka (2016) |
| --- | ----------------------------- | --------------------- | ------------------------------ | ----------- | ------------------------------- |
| 1.  | Bělostok (Białystok)          | 295,282               | Braničtí (Gryfové)             | Polsko      | Podleské vojvodství             |
| 2.  | Poltava (Połtawa)             | 294,962               | Wiśniowiečtí, Koniecpolští     | Ukrajina    | Poltavaská oblast               |
| 3.  | Rovno (Równe)                 | 249,639               | Ostrogští, Lubomirští          | Ukrajina    | Rovenská oblast                 |
| 4.  | Ivano-Frankivsk (Stanisławów) | 228,575               | Potočtí                        | Ukrajina    | Ivanofrankivská oblast          |
| 5.  | Ternopil (Tarnopol)           | 217,773               | Tarnowští, Ostrogští, Zámojští | Ukrajina    | Ternopilská oblast              |
| 6.  | Řešov (Rzeszów)               | 183,108               | Lubomirští                     | Polsko      | Podkarpatské vojvodství         |
| 7.  | Tarnów                        | 112,120               | Tarnowští                      | Polsko      | Malopolské vojvodství           |
| 8.  | Maladzečna (Mołodeczno)       | 94,686                | Sapiehové, Gosiewští, Ogińští  | Bělorusko   | Minská oblast                   |
| 9.  | Umaň (Humań)                  | 86,451                | Potočtí                        | Ukrajina    | Čerkaská oblast                 |
| 10. | Berdychiv (Berdyczów)         | 77,788                | Radziwiłłové                   | Ukrajina    | Žytomyrská oblast               |
| 11. | Siedlce                       | 76,347                | Ogińští                        | Polsko      | Mazovské vojvodství             |
| 12. | Žlobin (Żłobin)               | 75,700                |                                | Bělorusko   | Homelská oblast                 |
| 13. | Ostrów Wielkopolski           | 72,890                | Przebendowští                  | Polsko      | Velkopolské vojvodství          |
| 14. | Ostrowiec Świętokrzyski       | 72,277                | Tarnowští                      | Polsko      | Svatokřížské vojvodství         |
| 15. | Smila (Smiła)                 | 68,618                | Lubomirští                     | Ukrajina    | Čerkaská oblast                 |
| 16. | Červonohrad (Krystynopol)     | 67,863                | Potočtí                        | Ukrajina    | Lvovská oblast                  |
| 17. | Kalush (Kałusz)               | 67,631                | Sieniawští                     | Ukrajina    | Ivanofrankivská oblast          |
| 18. | Zámostí                       | 65,255                | Zámojští                       | Polsko      | Lublinské vojvodství            |
| 19. | Lešno (Leszno)                | 64,589                | Leszczyńští                    | Polsko      | Velkopolské vojvodství          |
| 20. | Žodzina (Żodzino)             | 63,722                |                                | Bělorusko   | Minská oblast                   |

### Soukromá duchovní města

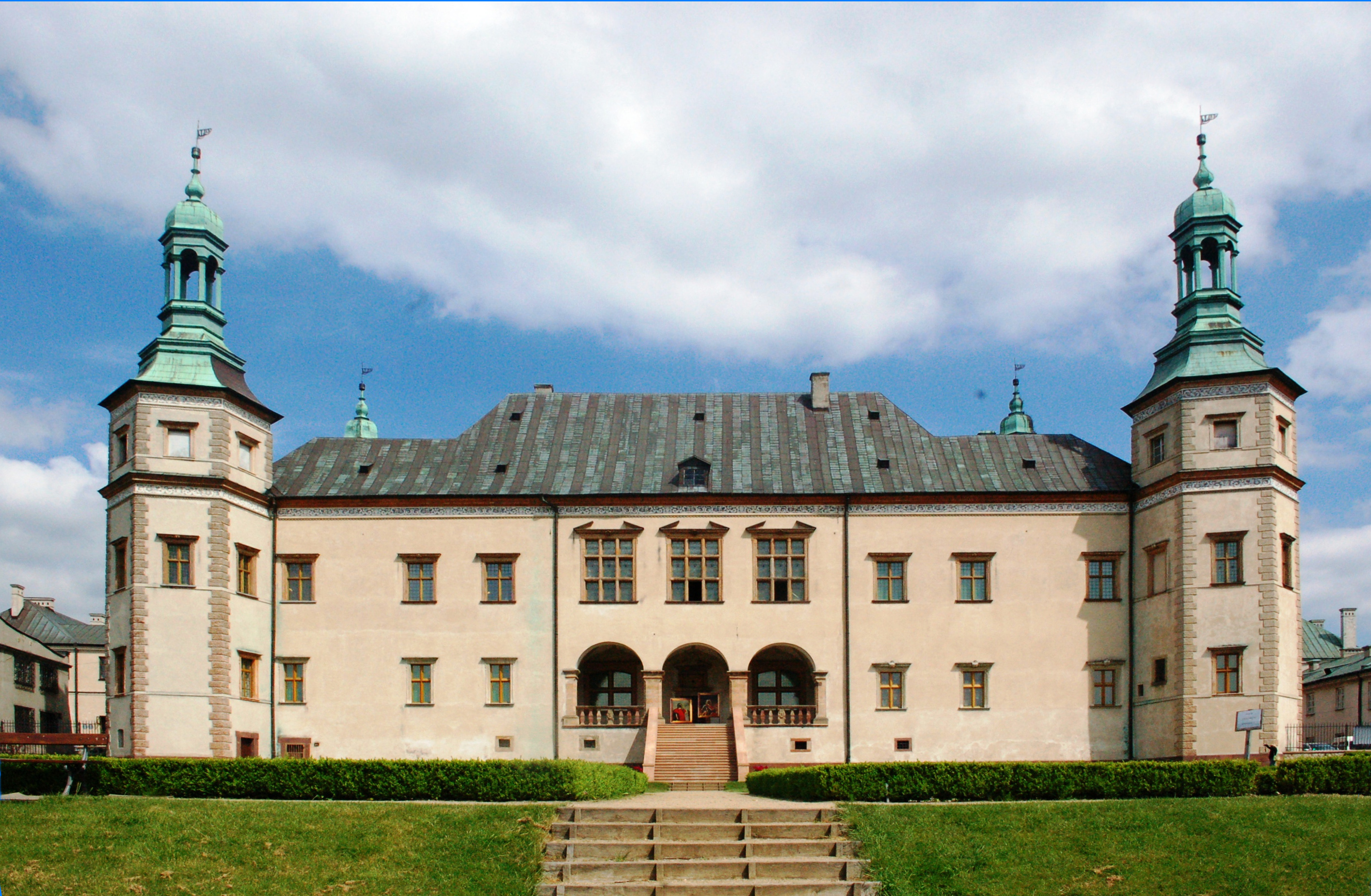
Palác krakovských biskupů, Kielce

Bývalá soukromá duchovní města podle v Polsku počtu obyvatel v roce 2015: 

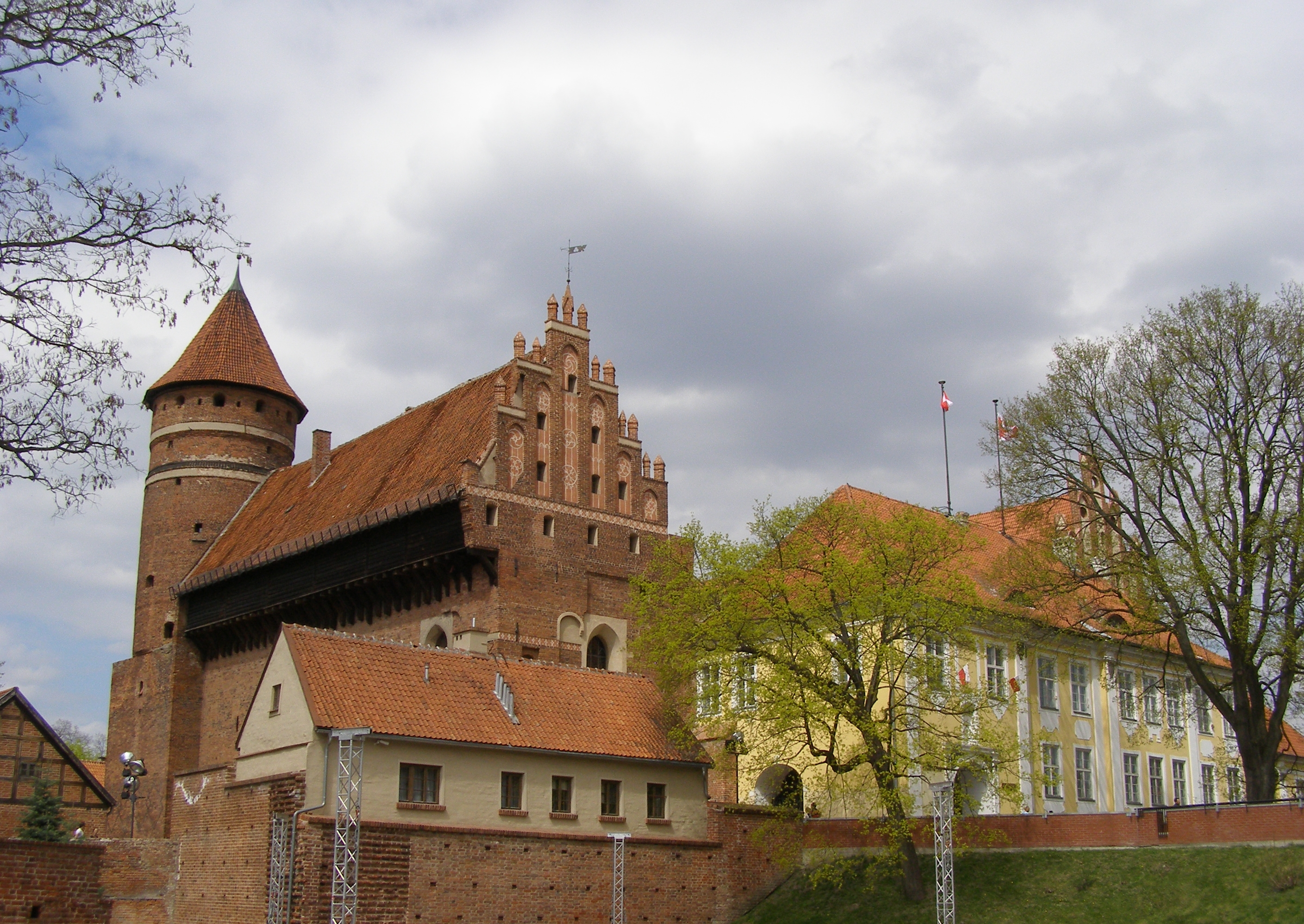
Zámek varmiských biskupů, Olsztyn

|     | Město                   | Počet obyvatel v roce 2015 | Bývalí majitelé      | Země (v roce 2016) | Administrativní rozdělení (v roce 2016) |
| --- | ----------------------- | -------------------------- | -------------------- | ------------------ | --------------------------------------- |
| 1.  | Lodž                    | 711,332                    | Diecéze kujawská     | Polsko             | Lodžské vojvodství                      |
| 2.  | Kielce                  | 199 870                    | Diecéze krakovská    | Polsko             | Svatokřížské vojvodství                 |
| 3.  | Olsztyn                 | 174,675                    | Diecéze warminská    | Polsko             | Varmijsko-mazurské vojvodství           |
| 4.  | Włocławek               | 114,885                    | Diecéze kujawská     | Polsko             | Kujavsko-pomořské vojvodství            |
| 5.  | Suwałki                 | 69,317                     | Kamaldulové          | Polsko             | Podleské vojvodství                     |
| 6.  | Pabianice               | 67 688                     | Diecéze krakovská    | Polsko             | Lodžské vojvodství                      |
| 7.  | Skierniewice            | 48,634                     | Diecéze hnězdenská   | Polsko             | Lodžské vojvodství                      |
| 8.  | Fastiv (Fastów)         | 47,869                     | Eparchie kyjevská    | Ukrajina           | Kyjevská oblast                         |
| 9.  | Marijampolė (Mariampol) | 38,345                     | Mariánská kongregace | Litva              | Marijampolský kraj                      |
| 10. | Czeladź                 | 32 940                     | Biskupství krakovské | Polsko             | Slezské vojvodství                      |

## Památky světového kulturního dědictví
Světové dědictví v bývalých soukromých městech v Polsku: 

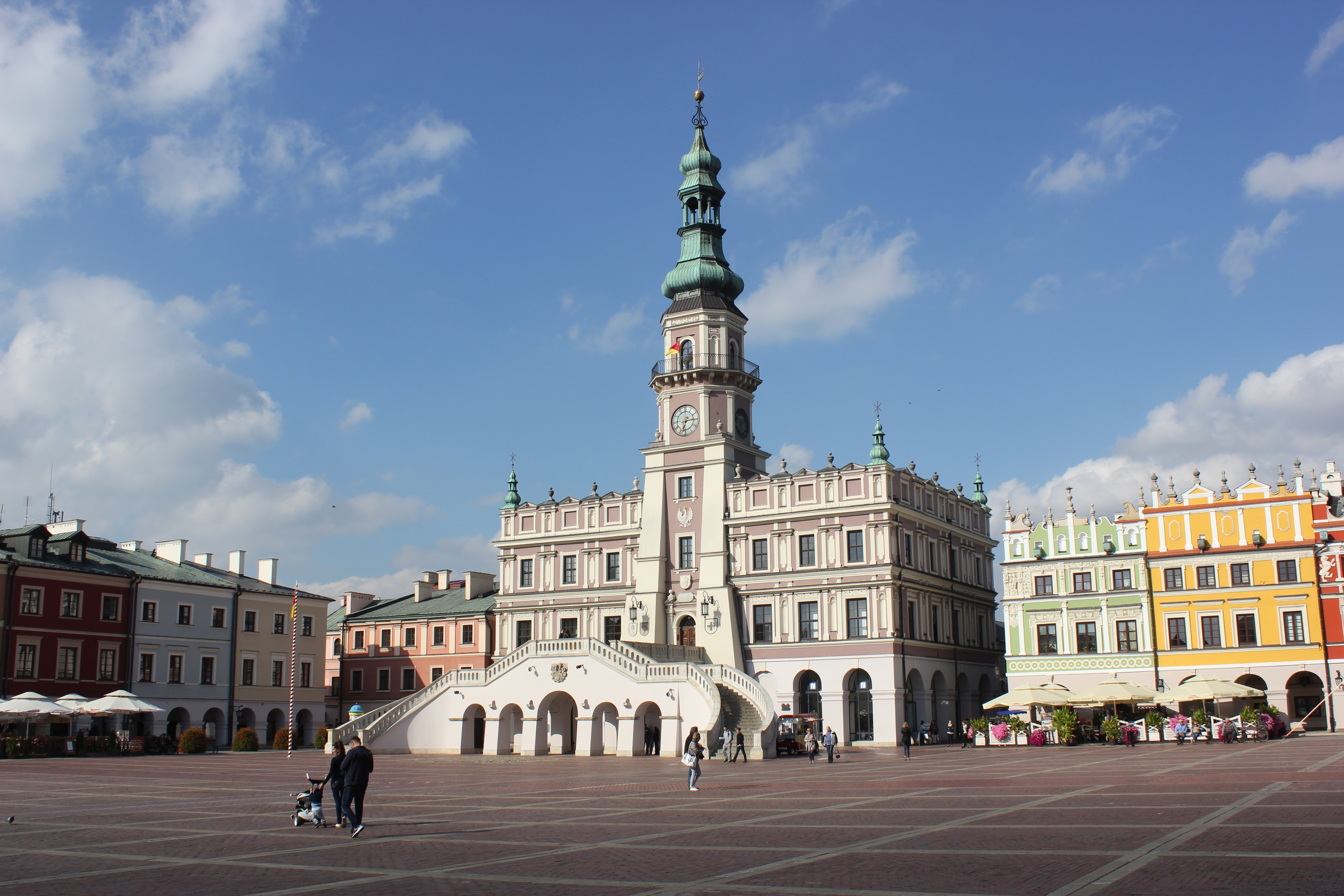
Staré město v Zámostí
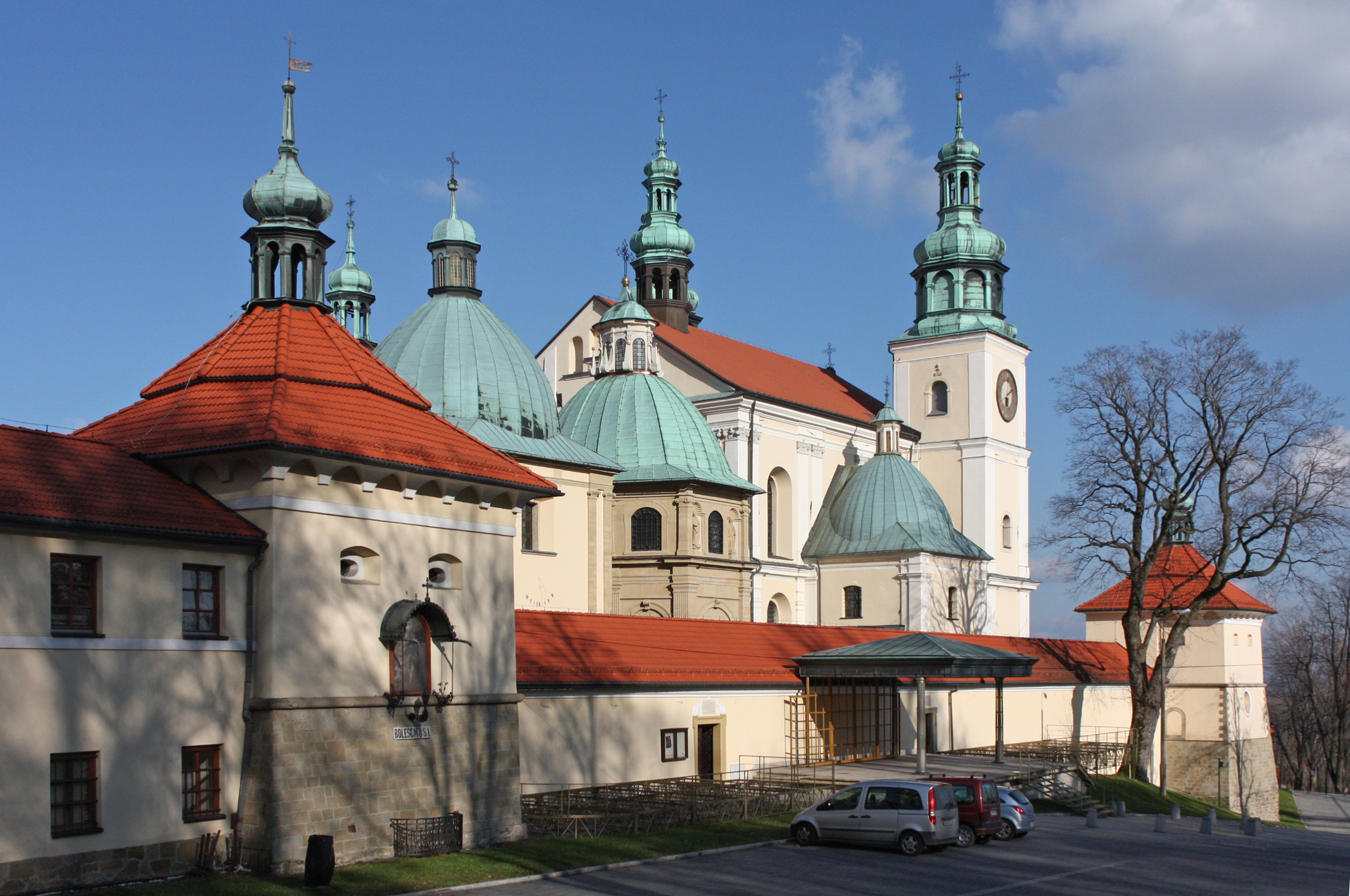
Park Žibřidovické klavárie
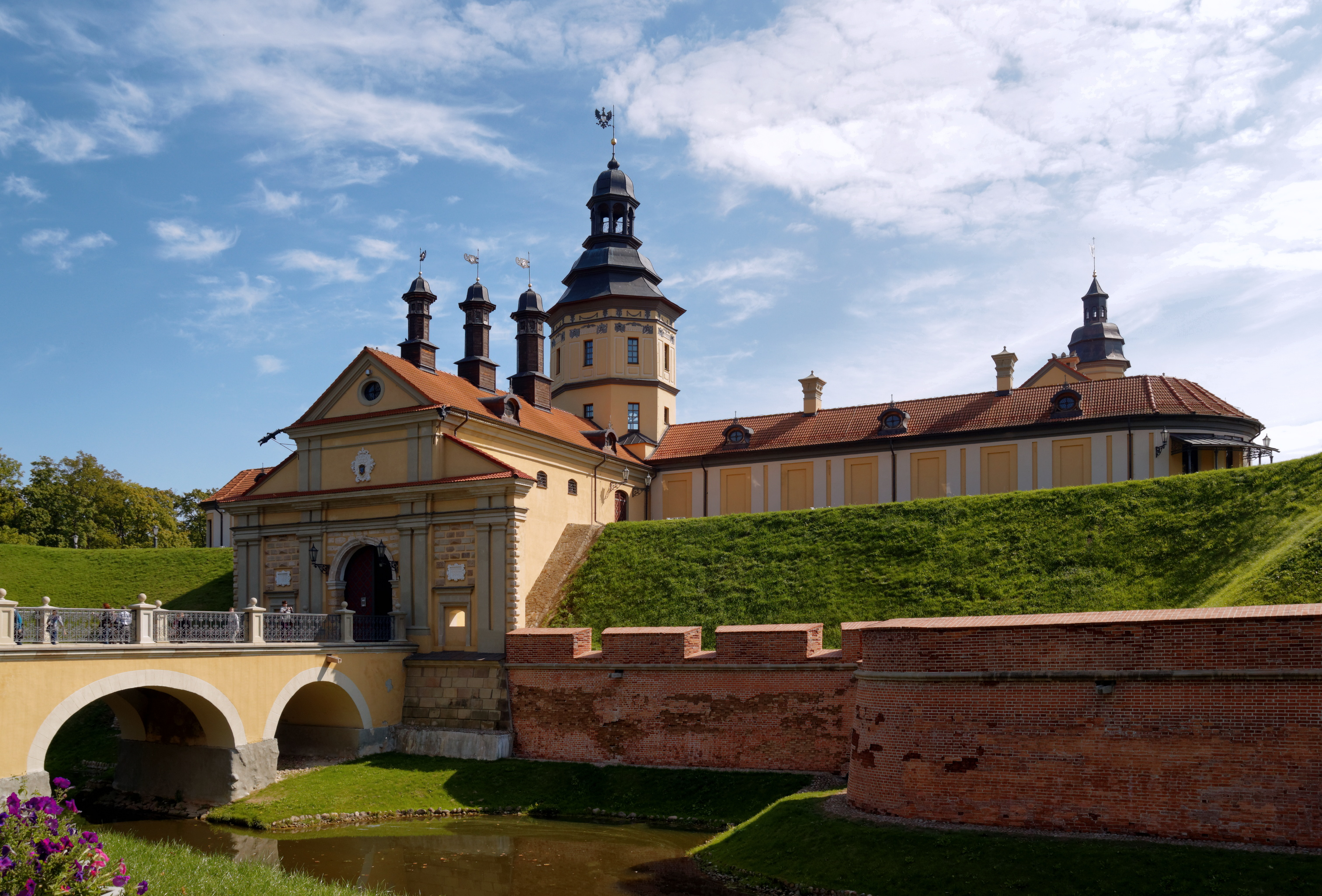
Hrad a zámek Nesviž, Bělorusko
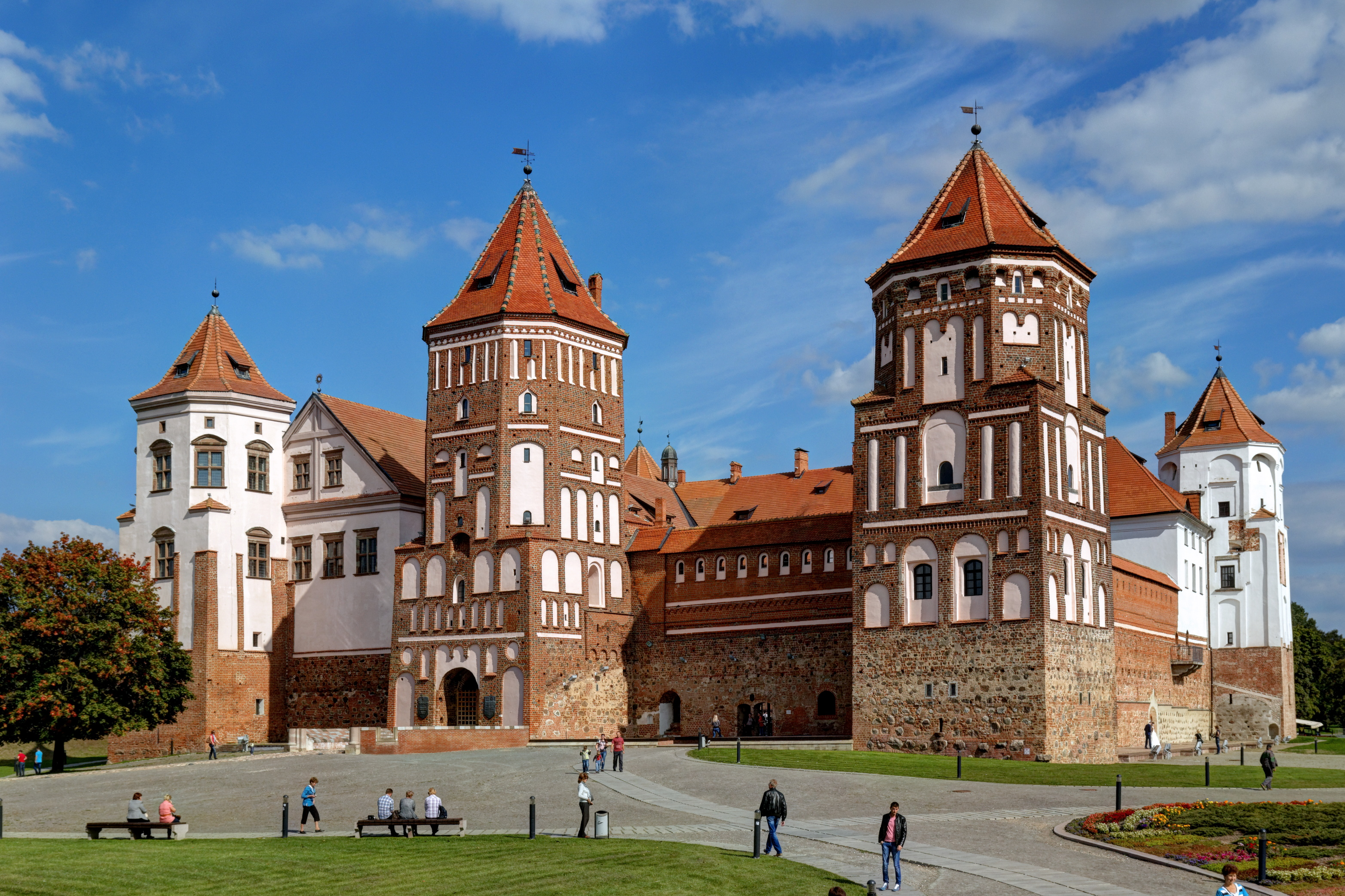
Mirský zámek, Bělorusko